# Atletski savez Bosne i Hercegovine
Atletski savez Bosne i Hercegovine (pl. Związek lekkoatletyczny Bośni i Hercegowiny) – narodowy związek lekkoatletyczny Bośni i Hercegowiny założony 4 października 1948 roku w Sarajewie. W poczet pełnoprawnych członków European Athletic Association został wpisany 24 października 1992 roku w Pradze, a 11 sierpnia 1993 w Stuttgarcie związek stał się członkiem IAAF. Siedziba związku znajduje się w Sarajewie, a jego prezesem jest Osman Puskar.